# 田中良忠
田中 良忠 (たなか よしただ) Yoshitada Tanaka は、日本の貝細密画師。 The miniature of Japan. 「 貝に描かれた小宇宙 」
東京都港区新橋生まれ。1967年獨協大学英語科を卒業。趣味として２５年間裏流茶道を学びその間に席主として手つくり茶道具を主題にして４度の茶会を開催。1985年銀座松屋デパート での初個展から本格的に作品制作活動に入る。

## 略歴
- 1985年 - 東京の銀座松屋にて初個展、以後 39回の個展開催。主な個展画廊、 横浜高島屋、日本橋高島屋、京都高島屋
- 新宿高島屋、玉川高島屋、（四国）松山高島屋、（浜松）遠鉄百貨店、（麹町) 裏千家会館、（虎の門）寿泉堂画廊、
- （岡山）天満屋本店 （京都）瀬戸内寂聴先生所有の町屋（羅紗庵）にて4年連続、4回の個展を開催。
- ニューヨーク 日本クラブにて2度の個展を開催。
- 作品所蔵美術館、 1987年、金沢市金箔工芸館。「源氏物語」 1994年、東京練馬区、光が丘美術館。「平家物語」 「花鳥風月12か月」を納入。
- 1989年 - 外務省から派遣され、アメリカのシアトルとニューオリンズの州立美術館にて講演および個展を開催。
- 1991年 - 高円宮殿下に作品（内裏雛）を御献上。
- 1997年-テレビ朝日 (  徹子の部屋　）に出演。
- 2000年、2006年 - NHK「世界ハート展」2度作画出品。
- 2012年4月 ニューヨーク The Nippon Gallery at The Nippon Club（日本クラブ）にて展覧会開催
- 2015年9月 第二回、ニューヨーク展、日本クラブにて開催